# Československý svaz protifašistických bojovníků
Československý svaz protifašistických bojovníků (ČSSPB) byla společenská organizace československých účastníků národně osvobozeneckého boje a boje proti fašismu v letech 1914–1945. Vznikl v roce 1951 pod původním názvem Svaz protifašistických bojovníků (SPB) sloučením českých a slovenských odbojových organizací. Roku 1969 vznikl federální československý svaz, který zastřešoval Český svaz protifašistických bojovníků (ČSPB) a Slovenský zväz protifašistických bojovníkov (SZPB). Svazy byly členy Národní fronty. Po roce 1990 na český svaz navázal Český svaz bojovníků za svobodu.

## Předchozí vývoj odbojových organizací na území Československé republiky 1945–1969
Po druhé světové válce vznikly v českých zemích dvě organizace účastníků odboje: Svaz osvobozených politických vězňů a pozůstalých (SOPVP) a Svaz národní revoluce (SNR). Obnovena byla Československá obec legionářská (ČsOL), založená po první světové válce. Na Slovensku vznikl Zväz protifašistických politických väzňov a ilegálnych pracovníkov, Zväz slovenských partizánov a Zväz vojakov Slovenského národného povstania. Na ustavujícím sjezdu v Praze se v květnu 1948 v českých zemích sloučily jednotlivé odbojové organizace (SOPVP, SNR, Svaz partyzánů, ČsOL) ve Svaz bojovníků za svobodu (SBS), a na Slovensku ve Zväz ľudových protifašistických bojovníků (SĽUB). V listopadu 1951 splynuly oba svazy administrativně na slučovací konferenci v Praze s 200 delegáty ve Svaz protifašistických bojovníků (SPB). V roce 1952 se SPB prohlásila za dobrovolnou organizaci a byl schválen její organizační řád. SPB se řídil organizačním řádem až do roku 1957, kdy byly schváleny jeho stanovy. Do roku 1969 se uskutečnily celkem čtyři sjezdy SPB.

## Vznik a vývoj Československého svazu protifašistických bojovníků
V březnu 1969 se konal v Praze čtvrtý sjezd SPB, který byl zároveň ustavujícím kongresem pro vznikající ČSSPB. Předsedou federálního ústředního výboru (FÚV) ČSSPB byl zvolen Samuel Faľtan, generálním tajemníkem Josef Hušek. Později byl předsedou FÚV ČSSPB Ing. František Mišeje (od 1973). V rámci nového federálního uspořádání Československa tak reorganizací vznikl v roce 1969 Československý svaz protifašistických bojovníků v čele s FÚV ČSSPB jako koordinačním orgánem a dvěma jeho národními organizacemi: Českým svazem protifašistických bojovníků (ČSPB) a Slovenským zväzem protifašistických bojovníkov (SZPB).

## Poslání a zaměření Československého svazu protifašistických bojovníků
Tehdejším posláním ČSSPB bylo vést boj proti novodobým formám a projevům fašismu. Pod vedením KSČ a ve spolupráci se všemi organizacemi Národní fronty měl bojovat za socialismus a mír, popularizovat revoluční tradice protifašistického a národně osvobozeneckého zápasu československého lidu, přispívat k výchově mladé generace k socialistickému vlastenectví a internacionalismu a rozvíjet historicko-dokumentační činnost. V průběhu existence ČSSPB se uskutečnilo jeho osm celostátních sjezdů v letech 1973–1988, z kterých vycházely sborníky materiálů.
ČSSPB byl členem Mezinárodní federace účastníků odboje (FIR).

## Členství v Československém svazu protifašistických bojovníků
Členem ČSSPB se mohl stát československý občan, který se účastnil národně osvobozeneckého boje a souhlasil s posláním svazu. Za účastníky národně osvobozeneckého boje se považovali:
- příslušníci Rudé armády v Rusku a v Maďarsku
- českoslovenští političtí vězni 1938–1945
- českoslovenští partyzáni
- účastníci Slovenského národního povstání
- příslušníci československých legií 1914–1918
- příslušníci československé zahraniční armády 1939–1945
- příslušníci mezinárodní brigády ve Španělsku
- účastníci domácího odbojového hnutí 1939–1945
- účastníci zahraničního odboje 1938–1945
- aktivní účastníci Rumburské a Kotorské vzpoury a političtí vězni 1914–1918
- účastníci Květnového povstání 1945[8]
- příslušníci spojenecké armády 1939–1945
- příslušníci Stráže obrany státu ve smyslu zákona č. 255/1946 Sb.[9]
- českoslovenští dobrovolníci 1918–1919
- pozůstalí po shora uvedených osobách

Do roku 1989 preferovala organizace východní odboj a během svého vývoje vylučovala ze svých řad příslušníky nekomunistického protinacistického odboje (například arcibiskup Josef Beran). Naopak velmi nekriticky se organizace chovala ke členům působícím v komunistickém odboji a věrným režimu (významným funkcionářem byl např. Karol Pazúr). Od roku 1969 uděloval ČSSPB zasloužilým členům mimo jiné svou čestnou medaili.

## Vydávání a tvorba protifašistické literatury a tisku
Oba národní svazy spolupracovaly s československými nakladatelstvími na vydávání protifašistické literatury. V Národním archivu České republiky je uložen knihovní fond „Knihovna Svazu protifašistických bojovníků“, kde jsou uloženy zahraniční i domácí monografie, úřední tisky a drobná příležitostná literatura z let 1945–1996. Domácí knihy vznikaly z produkce vlastního nakladatelství Mír (v letech 1945–1950) a později jako produkce knižnice Vydavatelství Svazu protifašistických bojovníků. ČSSPB pokračoval ve spolupráci s Československým výborem pro dějiny protifašistického odboje v letech 1969–1970 ve vydávání sborníku Odboj a revoluce: zprávy. Část literatury s odbojovou a protinacistickou tematikou, které vydával ČSSPB prostřednictvím svých národních organizací a jejich organizačních jednotek bylo „určeno pouze pro interní potřebu“. Některé základní organizace ČSPB měly například také místní historicko-dokumentační komise (např. Praha 2, Praha 3, Praha 6 a Praha 10).
ČSSPB pokračoval také každoročním pořádání literárně-umělecké soutěže s protifašistickou tematikou, která dostala od roku 1955 název „Soutěž SPB“ a přijímala soutěžní práce ve čtyřech tematických okruzích: 1. vědecko-dokumentární práce, 2. umělecká literatura, 3. vzpomínky aktivních účastníků odboje, 4. okruh novinářských příspěvků. Okruhy se postupně měnily. Práce o nekomunistickém odboji byly upozaďovány, ale protože zájem neupadal, přetrvala soutěž celé období do roku 1989. ČSPB vydávalo soutěžní práce do určité míry v partnerském nakladatelství Naše vojsko prostřednictvím vlastních knižních edic Živé knihy, Dokumenty a Stopa (jen do roku 1979). Knižní produkce svazu ve městech, okresech a krajích byla v letech 1983–1988 daleko bohatší. Po roce 1990 soutěž převzal ČSBS. V roce 2000 bylo shromážděno už 3643 soutěžních prací od 2300 účastníků soutěže.
ČSPB vydával týdeník Hlas revoluce a SZPB týdeník Bojovník. Týdeník Hlas revoluce vycházel v Praze od roku 1945 do roku 1990. Původně v letech 1945–1948 jako týdeník ČsOL, později jako společný svazový tisk SBS a SĽUB (1948–1951), dále jako tisk SPB (1951–1969) a nakonec jako tisk ČSPB (1969–1990).

## Zánik Československého svazu protifašistických bojovníků
ČSSPB zanikl v roce 1990. ČSPB se dne 26. října 1990 vrátil jako reprezentant českých odbojářů k názvu z roku 1948. V České republice vznikla nástupnická organizace pod názvem Český svaz bojovníků za svobodu (ČSBS). Od 28. října 1990 prezentuje ČSBS své názory v obnoveném čtrnáctideníku Národní Osvobození. Na Slovensku působí SZPB dále bez změny svého názvu jako historický a právní nástupce ČSSPB na Slovensku až do dnešních dnů. Své názory prezentuje SZPB ve čtrnáctideníku Bojovník – dvojtýždenník antifašistov.